# 1298 Nocturna
1298 Nocturna је астероид главног астероидног појаса. Приближан пречник астероида је 40,04 ,
а средња удаљеност астероида од Сунца износи 3,124 астрономских јединица (АЈ).
Инклинација (нагиб) орбите у односу на раван еклиптике је 5,492 степени, а орбитални период износи 2016,947 дана (5,522 година). Ексцентрицитет орбите астероида износи 0,152.
Апсолутна магнитуда астероида износи 10,70 а геометријски албедо 0,057.
Астероид је откривен 7. јануара 1934. године.